# Petra Tobien
Petra Tobien (* 1961) ist eine deutsche Badmintonspielerin aus Berlin.

## Karriere
Petra Tobien gewann in allen DDR-Nachwuchsaltersklassen zahlreiche Medaillen bei den nationalen Titelkämpfen. 1980 erkämpfte sie sich erstes Edelmetall bei den DDR-Einzelmeisterschaften der Erwachsenen. 17 weitere Medaillengewinne folgten bis 1990.

## Sportliche Erfolge
| Saison    | Veranstaltung                                          | Disziplin   | Platz | Name |
| --------- | ------------------------------------------------------ | ----------- | ----- | --- |
| 1970/1971 | DDR-Einzelmeisterschaft AK 10/11                       | Mixed       | 3     | Wolfgang Hilbricht / Petra Tobien (Empor Eichwalde) |
| 1971/1972 | DDR-Einzelmeisterschaft AK 10/11                       | Mixed       | 2     | Wolfgang Hilbricht / Petra Tobien (Empor Eichwalde) |
| 1971/1972 | DDR-Mannschaftsmeisterschaft Schüler                   | Mannschaft  | 2     | FSG Wildau (Jörg-Peter Palm, Michael Schmidt, Wolfgang Hillbricht, Michael Sprenger, Manfred Hoffmann, Hans-Jürgen Jeziorowski, Petra Tobien, Jutta Jeziorowski) |
| 1972/1973 | DDR-Einzelmeisterschaft AK 10/11                       | Damendoppel | 3     | Petra Tobien / Petra Michalowsky (FSG Wildau / Einheit Greifswald)                                                                                               |
| 1972/1973 | DDR-Mannschaftsmeisterschaft Schüler                   | Mannschaft  | 1     | FSG Wildau (Jörg-Peter Palm, Wolfgang Hillbricht, Frank Peterwitz, Hans-Jürgen Jeziorowski, Michael Sprenger, Petra Tobien, Silvia Brüll, Annette Rosin)         |
| 1973/1974 | DDR-Einzelmeisterschaft AK 12/13                       | Mixed       | 1     | Manfred Hoffmann / Petra Tobien (FSG Wildau) |
| 1974/1975 | DDR-Mannschaftsmeisterschaft Schüler                   | Mannschaft  | 3     | Kühlautomat Berlin (Andreas Pape, Frank Kattner, Andreas Rotkait, Michael Rosin, Lars Rosenthal, Petra Tobien, Annette Rosin, Anne-Kathrin Baumgarth)            |
| 1974/1975 | DDR-Einzelmeisterschaft AK 12/13                       | Damendoppel | 2     | Heike Günther / Petra Tobien (Aktivist Niederwürschnitz / Kühlautomat Berlin)                                                                                    |
| 1975/1976 | DDR-Mannschaftsmeisterschaft Jugend                    | Mannschaft  | 2     | Kühlautomat Berlin (Jörg-Peter Palm, Michael Schmidt, Wolfgang Hillbricht, Frank Kattner, Gerd Reinhold, Petra Tobien, Michaela Junker)                          |
| 1975/1976 | DDR-Einzelmeisterschaft AK 16/17                       | Dameneinzel | 3     | Petra Tobien (Kühlautomat Berlin) |
| 1976/1977 | DDR-Einzelmeisterschaft AK 14/15                       | Dameneinzel | 1     | Petra Tobien (Kühlautomat Berlin) |
| 1976/1977 | DDR-Einzelmeisterschaft AK 16/17                       | Dameneinzel | 2     | Petra Tobien (Kühlautomat Berlin) |
| 1976/1977 | DDR-Mannschaftsmeisterschaft Jugend                    | Mannschaft  | 2     | Kühlautomat Berlin (Jörg-Peter Palm, Wolfgang Hillbricht, Andreas Pape, Andreas Rotkait, Petra Tobien, Michaela Junker, Anne-Kathrin Baumgarth)                  |
| 1976/1977 | DDR-Einzelmeisterschaft AK 16/17                       | Damendoppel | 2     | Petra Tobien / Manuela Hoffmann (Kühlautomat Berlin / Vorwärts Doberlug)                                                                                         |
| 1977/1978 | DDR-Einzelmeisterschaft AK 16/17                       | Damendoppel | 1     | Ilona Michalowsky / Petra Tobien (Einheit Greifswald / Kühlautomat Berlin)                                                                                       |
| 1977/1978 | DDR-Einzelmeisterschaft AK 16/17                       | Dameneinzel | 1     | Petra Tobien (Kühlautomat Berlin) |
| 1977/1978 | DDR-Mannschaftsmeisterschaft Jugend                    | Mannschaft  | 2     | Kühlautomat Berlin (Andreas Pape, Andreas Rotkait, Rainer Kunau, Uwe Görsch, Gerald Ziermer, Petra Tobien, Michaela Junker)                                      |
| 1977/1978 | DDR-Einzelmeisterschaft AK 16/17                       | Mixed       | 3     | Andreas Pape / Petra Tobien (Kühlautomat Berlin) |
| 1978/1979 | DDR-Einzelmeisterschaft AK 16/17                       | Dameneinzel | 1     | Petra Tobien (Kühlautomat Berlin) |
| 1978/1979 | DDR-Einzelmeisterschaft AK 16/17                       | Damendoppel | 1     | Ilona Michalowsky / Petra Tobien (Einheit Greifswald / Kühlautomat Berlin)                                                                                       |
| 1979/1980 | DDR-Einzelmeisterschaft                                | Dameneinzel | 3     | Petra Tobien (Kühlautomat Berlin) |
| 1979/1980 | DDR-Einzelmeisterschaft AK 16/17                       | Damendoppel | 2     | Petra Tobien / Michaela Junker (Kühlautomat Berlin) |
| 1979/1980 | DDR-Einzelmeisterschaft AK 16/17                       | Dameneinzel | 2     | Petra Tobien (Kühlautomat Berlin) |
| 1979/1980 | DDR-Einzelmeisterschaft AK 16/17                       | Mixed       | 3     | Bernd Müller / Petra Tobien (Einheit Dorfchemnitz / Kühlautomat Berlin)                                                                                          |
| 1980/1981 | DDR-Einzelmeisterschaft                                | Damendoppel | 3     | Petra Tobien / Michaela Junker (Kühlautomat Berlin) |
| 1980/1981 | DDR-Einzelmeisterschaft                                | Dameneinzel | 2     | Petra Tobien (Kühlautomat Berlin) |
| 1981/1982 | DDR-Einzelmeisterschaft                                | Damendoppel | 3     | Petra Tobien / Michaela Junker (Kühlautomat Berlin) |
| 1981/1982 | DDR-Einzelmeisterschaft                                | Dameneinzel | 3     | Petra Tobien (Kühlautomat Berlin) |
| 1982/1983 | Silberner Federball                                    | Damendoppel | 1     | Petra Tobien / Christine Ober (Kühlautomat Berlin / Fortschritt Tröbitz)                                                                                         |
| 1982/1983 | DDR-Einzelmeisterschaft                                | Damendoppel | 3     | Christine Ober / Petra Tobien (Fortschritt Tröbitz / Kühlautomat Berlin)                                                                                         |
| 1982/1983 | Silberner Federball                                    | Dameneinzel | 1     | Petra Tobien (Kühlautomat Berlin) |
| 1982/1983 | DDR: Internationales Werner-Seelenbinder-Gedenkturnier | Damendoppel | 5     | Petra Tobien / Christine Ober (Kühlautomat Berlin / Fortschritt Tröbitz)                                                                                         |
| 1983/1984 | DDR-Einzelmeisterschaft                                | Dameneinzel | 3     | Petra Tobien (Kühlautomat Berlin) |
| 1983/1984 | DDR: Internationales Werner-Seelenbinder-Gedenkturnier | Damendoppel | 3     | Petra Tobien / Michaela Junker (Kühlautomat Berlin / Einheit Greifswald)                                                                                         |
| 1983/1984 | DDR-Einzelmeisterschaft                                | Damendoppel | 2     | Michaela Junker / Petra Tobien (Einheit Greifswald / Kühlautomat Berlin)                                                                                         |
| 1983/1984 | Silberner Federball                                    | Mixed       | 1     | Dirk Hickl / Petra Tobien (EBT Berlin) |
| 1983/1984 | Silberner Federball                                    | Dameneinzel | 1     | Petra Tobien (EBT Berlin) |
| 1983/1984 | Silberner Federball                                    | Damendoppel | 1     | Petra Tobien / Ina Ulrich (EBT Berlin / DHfK Leipzig) |
| 1984/1985 | DDR-Einzelmeisterschaft                                | Damendoppel | 2     | Birgit Kämmer / Petra Tobien (Einheit Greifswald / Kühlautomat Berlin)                                                                                           |
| 1985/1986 | DDR-Einzelmeisterschaft                                | Damendoppel | 3     | Petra Tobien / Michaela Junker (Kühlautomat Berlin / Fortschritt Tröbitz)                                                                                        |
| 1985/1986 | DDR-Einzelmeisterschaft                                | Dameneinzel | 3     | Petra Tobien (Kühlautomat Berlin) |
| 1986/1987 | DDR-Einzelmeisterschaft                                | Damendoppel | 3     | Petra Tobien / Kerstin Bohn (Kühlautomat Berlin / Einheit Greifswald)                                                                                            |
| 1986/1987 | DDR-Einzelmeisterschaft                                | Mixed       | 3     | Kai Abraham / Petra Tobien (EBT Berlin) |
| 1987/1988 | DDR-Einzelmeisterschaft                                | Dameneinzel | 2     | Petra Tobien (EBT Berlin) |
| 1987/1988 | DDR-Einzelmeisterschaft                                | Damendoppel | 3     | Petra Tobien / Jacqueline Bolduan (EBT Berlin) |
| 1987/1988 | DDR-Einzelmeisterschaft                                | Mixed       | 3     | Dirk Hickl / Petra Tobien (EBT Berlin) |
| 1988/1989 | DDR-Mannschaftsmeisterschaft                           | Mannschaft  | 3     | EBT Berlin (Kai Abraham, Dirk Hickl, Olaf Bahn, Nils Klöpfel, René Frank, Petra Tobien, Jacqueline Bolduan, Heike Heutzenröder)                                  |
| 1988/1989 | DDR-Einzelmeisterschaft                                | Dameneinzel | 3     | Petra Tobien (EBT Berlin) |
| 1988/1989 | DDR-Einzelmeisterschaft                                | Damendoppel | 3     | Petra Tobien / Heike Heutzenröder (EBT Berlin) |
| 1988/1989 | DDR-Einzelmeisterschaft                                | Mixed       | 3     | Dirk Hickl / Petra Tobien (EBT Berlin) |
| 1989/1990 | DDR: Internationales Werner-Seelenbinder-Gedenkturnier | Damendoppel | 3     | Petra Tobien / Heike Heutzenröder (EBT Berlin) |
| 2004/2005 | Deutsche Einzelmeisterschaft O35                       | Damendoppel | 3     | Petra Mews (VfB Lübeck) / Petra Tobien (Südring Berlin) |

## Referenzen
- René Born: Badminton in Tröbitz (Teil 1 – Die Anfänge, die Medaillengewinner, die Statistik), Eigenverlag (2007), 455 Seiten
- Martin Knupp: Deutscher Badminton Almanach, Eigenverlag/Deutscher Badminton-Verband (2003), 230 Seiten

| Personendaten    | Personendaten               |
| ---------------- | --------------------------- |
| NAME             | Tobien, Petra               |
| KURZBESCHREIBUNG | deutsche Badmintonspielerin |
| GEBURTSDATUM     | 1961                        |